# 渡辺康幸
渡辺 康幸（わたなべ やすゆき、1973年6月8日 - ）は、千葉県千葉市花見川区出身の日本の陸上競技元選手、現指導者・スポーツ解説者。専門は長距離走・駅伝競走・マラソン。住友電工陸上競技部監督。千葉市立畑小学校、千葉市立花園中学校、市立船橋高校、早稲田大学人間科学部卒業。
市立船橋高校、早稲田大学のエースとして高校総体、全国高等学校駅伝競走大会、箱根駅伝などの大会で活躍を見せた。大学卒業以降は瀬古利彦の指導を受けて、日本代表として1992年世界ジュニア陸上競技選手権大会10000m3位、1995年世界陸上競技選手権イェーテボリ大会10000m12位、ユニバーシアード福岡大会10000m優勝の成績を収めた。1996年にエスビー食品へ入社しマラソンで世界を目指した。1996年アトランタオリンピックの10000mはアキレス腱の故障により出場ができなかった。度重なる怪我により2002年に現役を引退した。
その後は指導者へ転身し、当時低迷していた母校早稲田大学競走部長距離部門の育成に取り組み2004年に監督に就任した。2010年の第22回出雲全日本大学選抜駅伝競走、第42回全日本大学駅伝対校選手権大会、2011年の第87回東京箱根間往復大学駅伝競走を制した。2015年3月をもって早稲田大学競走部駅伝監督を退任、2015年4月からは住友電気工業陸上競技部監督を務めている。

## 経歴・人物

### 幼少から市立船橋高校まで
1973年、千葉県八千代市に生まれ、1980年、千葉市花見川区へ転居。渡辺の祖父（公務員）は元800m栃木県記録保持者で、父（銀行員）も短距離走の選手という家庭に育った。1986年、千葉市立畑小学校を卒業後は千葉市立花園中学校に進学。父の勧めにより陸上部に入部した。中学校の陸上部の練習は厳しくなかったが走ることに楽しさを見出し、3年時に千葉県大会800m3位となった。また駅伝では千葉市大会で区間賞を獲得して優勝し、千葉市選抜チームとして出場した千葉県中学校駅伝大会でも区間賞を獲得した。
また幼少よりピアノも習い花園中学校の合唱祭ではピアノ伴奏も務めた（1996年アトランタオリンピックの日本選手団プロフィールより。趣味・特技:ピアノ）。
渡辺は県駅伝大会の結果により、箱根駅伝の強豪私立大学の附属校からのスカウトを受けて進学を考えていたが、その後市立船橋からの勧誘を受けた。監督の小出義雄が中学生の渡辺について「タイムは関係ないんですよ。大切なのはフォーム。康幸くんは大きな走りでねえ。こりゃあ絶対に伸びると思った」と高く評価しており、小出や渡辺敏彦が指導する陸上全国区の強豪校「市船」に憧れを抱いていた渡辺は、私立校への進学を勧める父親を説得し、市立船橋高校普通科の一般入試に合格して同校へ進学した。
市立船橋高校では渡辺敏彦監督指導の下、渡辺は陸上強豪校の厳しい練習を重ねた。朝練習からビルドアップ走と呼ばれる後半にかけて速度を上げるトレーニングの9km走が日課となった。放課の練習内容は曜日によって異なり、大きな高低差があるコースの20km走や、400m×20本のインターバル走、あるいはクロスカントリーコースを走る練習などを行なっていた。休養は日曜日のみであった。練習の成果はすぐに現れ、入学4ヵ月後の8月に初めての全国大会出場となる国民体育大会に出場し、少年男子B5000mで2位入賞の成績を残した。
渡辺は1989年の1年時から全国高等学校駅伝競走大会・都大路に3年連続出場した。1年時は準エース区間の3区8.1075kmを走った。この時のエース区間の1区では、後の早大・SB食品で同僚となる武井隆次（東京・國學院久我山3年）が区間賞の走りをした。2年時からは2年連続で各校のエースが集う花の1区・10.0kmを走った。NHKのテレビ中継でレースの解説を務めた宗茂が「彼は高校2年生にして、実業団2年目の選手に匹敵する走力の持ち主」と紹介するなど注目を集める中、堀尾典臣（鳥取・由良育英3年）や佐藤信之（愛知・中京3年）らを振り切り29分42秒で区間賞を獲得した。3年時は区間記録29分29秒の更新を狙って西京極競技場を先頭で飛び出し、前田了二（佐賀・白石3年）や磯松大輔（福岡・大牟田3年）ら2位以下に70m差をつけるなどハイペースで後続を振り落としつつ疾走した。7km過ぎで腹痛を起こし9kmからのラスト1kmは3分以上要したが、29分34秒を記録して区間賞を獲得し、チームも大牟田に次ぐ総合2位をマークした。1区の2年連続区間賞獲得は30年ぶり史上4人目となる快挙であった。また、都大路前の関東高校駅伝1区10kmでは高校生初の28分57秒を記録している。
2年時から高校長距離では無敵を誇り、1990・1991年の国民体育大会少年A10000mを連覇した。3年時には全国高等学校総合体育大会で1500m・5000mの2種目を制した。12月1日の中央大学記録会10000mにおいて28分35秒8を記録し、櫛部静二の従来記録を36秒更新する日本高校記録を樹立した。
さらに渡辺は1990年8月にプロヴディフで開催された世界ジュニア陸上競技選手権大会5000mに出場し、初めて日の丸のユニフォームを身にまとった。この時は緊張から来る腹痛により予選を途中棄権する結果に終わったが、世界の大舞台・世界の強さを自らの身で経験し、成長への大きなきっかけとした。1991年3月ボストンで開催された世界クロスカントリー選手権ジュニアでは優勝したイスマイル・キルイから31秒差、2位のハイレ・ゲブレセラシエから23秒差でゴールし、日本勢最高位の7位に入った。渡辺は10以上の大学・実業団からスカウトを受けたが、コーチを務める瀬古利彦の勧誘を受け、武井隆次・櫛部静二・花田勝彦ら強い選手と競争できる環境を求めて早稲田大学人間科学部に進学した。

### 早稲田大学
1992年4月、早稲田大学に入学した。渡辺はエンジのユニフォームに袖を通して、1年春から活躍を見せた。同じ早稲田大学の2年先輩である三羽烏と呼ばれた武井隆次・櫛部静二・花田勝彦、1年後輩の小林雅幸の他に、山梨学院大学の留学生であるステファン・マヤカなど、渡辺の大学時代には優秀な長距離選手が揃っていた。特に同学年のマヤカとはトラック・駅伝の舞台を問わず熾烈な戦いを繰り広げた。渡辺は後に、関東学生陸上競技対校選手権大会5000m2連覇、10000m3連覇、日本学生陸上競技対校選手権大会5000m2連覇を飾るなど秀でた成績を残した。
大学1年時の1992年、渡辺は5月の関東学生陸上競技対校選手権大会10000mで武井に次ぐ2位に入り、9月11日の日本学生陸上競技対校選手権大会5000mで高岡寿成に次ぐ2位となった。9月18日の世界ジュニア陸上競技選手権大会10000mでは3位に入賞し銅メダルを獲得した。このレースでは2位でゴールしたケニアのジョセファト・マチュカが、優勝したハイレ・ゲブレセラシエをレース中に殴ったため失格となり、4位でゴールした渡辺が3位に繰り上がった。11月、渡辺は第24回全日本大学駅伝で初めてエンジの襷を胸に掛けて大学駅伝を走り、早稲田大学による全日本大学駅伝初優勝の一員となった。第69回箱根駅伝では花の2区・23.2kmに抜擢された。1区櫛部から襷を受けると先頭を守り、早稲田大学7年ぶりの往路優勝および8年ぶりの総合優勝に貢献した。早稲田大学は総合タイムの新記録を樹立した。
大学2年時の1993年、渡辺は8月にバッファローで開催されたユニバーシアード10000mに出場し銀メダルを獲得するなど活躍を見せた。全日本大学駅伝を連覇した後、第70回箱根駅伝に出場し1時間01分13秒を記録し、前年櫛部が記録した1区の従来の記録を上回る区間新記録を樹立した。駅伝とハーフマラソンの違いがあるものの、日本記録を上回る記録と言われた。だが、この時同じく1区を走った山梨学院大学の井幡政等も区間新記録の快走を見せ、井幡とわずか27秒差しか広げられず、その後2区で花田がマヤカに抜かれると、早稲田大学は連覇を逃し、山梨学院大学が総合タイムの記録を更新して優勝した。ちなみにこのとき出した1時間1分13秒は2007年に東海大学の佐藤悠基に抜かれるまで区間記録だった。
大学3年時の1994年、渡辺は夏にヨーロッパに遠征し、アスレティッシマで世界陸上競技選手権大会の10000m参加標準記録A28分10秒00をクリアした。ロンドングランプリで5000mの自己記録となる13分26秒53を記録した。遠征によってトラック種目での世界トップレベルとの力の差を実感し、マラソンで世界を目指すことを意識する。11月、渡辺は全日本大学駅伝に8区アンカーとして出場した。区間新記録を樹立する走りで粘る山梨学院大学の中村祐二を振り切り、早稲田大学の3連覇に貢献した。第71回箱根駅伝では2区を走り、マヤカを抑えて区間賞を獲得。初めての1時間06分台となる1時間06分48秒の区間新記録を樹立した。なお、この記録は2024年の第100回箱根駅伝で山口智規に更新されるまで大学記録だった。この大会では2区渡辺、3区小林正幹、4区小林雅幸と早稲田勢が3区間連続で区間記録を更新した。早稲田大学は往路新記録を樹立し2年ぶりの往路優勝を飾った。渡辺は箱根の後1000kmを走る距離練習を積み、1995年3月のびわ湖毎日マラソンでマラソンに挑戦する予定であったが、この年の多量の花粉飛散を原因とする花粉症に悩まされて気管支炎になり出場を断念した。
大学4年時の1995年、渡辺はインカレ、日本選手権の出場を経て、8月6日世界陸上競技選手権大会10000m予選2組に出場した。第2集団につけてレースを進め、終盤に追い上げて27分48分55の記録で6着となり、予選通過を果たした。この時の記録は瀬古が保持していた男子10000mの日本学生記録を更新するものであった。8月8日の10000m決勝ではハイレ・ゲブレセラシエが27分12秒95の大会新記録で2連覇を飾ったが、渡辺は27分53秒82の記録で12位となった。渡辺は、日本選手権から世界選手権の予選・決勝にかけて3戦連続で10000m27分台を記録した。9月2日福岡で開催された第18回ユニバーシアード10000mに出場した。雨の中、残り500mからスパートをかけマヤカを振り切り優勝、金メダルを獲得した。11月の第27回全日本大学駅伝対校選手権大会では中央大学との1分31秒という大差を逆転し、早稲田大学の全日本駅伝4連覇に貢献した。この秋、渡辺はアトランタオリンピックのマラソン日本代表選出と瀬古が持つ大学生初マラソン記録更新を目標として、月間走行距離900kmの練習を積んでいた。
1996年の第72回箱根駅伝を競走部主将として迎えた。2区を走る渡辺は先頭から37秒差の9番手で1区梅木蔵雄の襷を受け取り、2.4kmまでに8人を交わして先頭に立った。最初の5kmを14分05秒で通過するハイペースで終盤まで押し切り、2分04秒まで差を広げた。5区では小林雅幸が区間新記録を樹立して早稲田大学は往路優勝を飾った。渡辺の箱根駅伝総合優勝は大学1年時第69回大会の1度に止まる。渡辺の2年時、早稲田大学は武井・櫛部・花田・小林正幹・渡辺・小林雅幸と、10000mの自己記録28分台を持つ選手を6人揃えて「ビッグ6」と呼ばれ、実業団と互角に戦えるチームと言われた。一方で、その他の選手との力の差があったことや、箱根駅伝特有の5区、6区の適性にあった選手を揃えていなかったことから、8人で走る全日本大学駅伝では4連覇を達成した一方、10人の選手を必要とする箱根駅伝では5区、6区でチームは毎年ブレーキとなり大学1年時しか総合優勝を達成できなかった（唯一、総合優勝を果たした第69回大会でも6区で一度山梨学院大学に逆転を許している）。
箱根駅伝後の1月5日、渡辺は東京国際マラソンへ向けて練習を再開した。渡辺は左太もも裏に筋膜炎を起こしながらも練習を続行していたが肉離れを起こし、2月12日に東京国際マラソンの出場辞退を発表した。この後3月のびわ湖毎日マラソンに目標を切り替えて奄美大島で合宿を積み、アトランタオリンピック日本代表を目指した。3月3日、初マラソンのびわ湖毎日マラソンでは先頭集団につけて進んだが、35km過ぎから遅れはじめて2時間12分39秒の記録で7位に終わった。渡辺は10社以上の実業団から勧誘を受けたが、ヱスビー食品に入社した。

### ヱスビー食品
1996年ヱスビー食品に入社した渡辺は、トラック種目で1996年アトランタオリンピック日本代表を目指すことになった。6月、同オリンピック選考大会になる日本陸上競技選手権大会10000mでは、高岡寿成がエスビー勢の平塚潤、渡辺、花田勝彦らに競り勝ち、渡辺はラスト勝負で高岡・花田らに僅かに及ばなかったものの3位に入り、男子長距離トラックの10000m日本代表に選出された。しかし、日本選手権時に左足のアキレス腱を痛めた。アトランタオリンピックの10000m予選を迎えて左足の状態は悪化しており、アキレス腱に強い痛みが起きていた。このために直前で出場を回避した。この故障が長引いて、レースに出られない状態が続いた。
1998年1月のニューイヤー駅伝の最終7区では区間新記録を樹立する走りで追い上げた。先頭を行く旭化成には届かなかったが、エスビー食品は準優勝を飾った。4月、兵庫リレーカーニバル10000mに出場し日本歴代6位となる27分46秒39を記録するなど、この年渡辺はアキレス腱の故障を抱えながらも練習を積んでいた。夏にマラソンへ向けて距離練習に挑んでいたが、9月の合宿期間中に左太ももの故障を再発。12月、福岡国際マラソンに出場し30kmまで先頭集団につけレースを進めたが、左太ももを痛めて34km過ぎで無念の途中棄権となった。2000年シドニーオリンピックには故障再発のために、マラソン・長距離トラックの国内選考会へ出場ができなかった。アトランタオリンピックで棄権して以降、渡辺は心無い批判を受けることもあり苦しんでいた。2002年夏、渡辺に故障が再発、7年間で7度という慢性的なアキレス腱の故障によって2002年9月9日に引退を発表した。

### 指導者として
2003年4月から母校・早稲田大学へ出向し、競走部コーチとして指導に当たった。早稲田大学体育会各部は1990年代後半から奥島孝康早稲田大学総長が指揮を執り、組織的な指導・管理、スポーツ医科学や設備の整備が進められていた。駅伝についても大学創立125周年にあたる2007年に向けて強化が進められており、この時期に渡辺の駅伝監督への昇格話が持ち上がった。2004年1月の第80回箱根駅伝で早稲田大学が16位に沈んでいたために状況の困難さを理解する瀬古やOBらから渡辺は引き止められたが、苦戦する母校の復活と1年間指導した選手を思って2004年4月に駅伝監督に就任した。渡辺は、競走部の後輩で箱根駅伝の5区・6区経験者でもある相楽豊をコーチとして迎えた。また、選手の食事面・身体面のケアのために栄養士とトレーナーを新たに招いた。
早稲田大学は大学間の獲得競争激化のために優秀な高校生の確保に苦慮していたが、2005年に入学した高校総体5000m日本人3位の竹澤健介の活躍と時期を同じくして、選手権大会のトラック種目・駅伝大会の成績が向上した。以後高校総体日本人1-3位の選手や高校駅伝優勝校の選手が入学した。またこの時期に早稲田大学は所沢キャンパスの陸上競技場を改修、所沢市にある競走部合宿所も新築され2007年に竣工している。
渡辺は就任当初練習の強化による方針の失敗で故障者の増加を招いて苦しんだが、合宿所で選手と寝食を共にしながら選手が継続的な練習が行なえるように方針を変更し効果を上げた。量だけを求める練習を良しとせず、現実的な動機付けと目標設定を重視した。選手を陸上競技に縛り付けず、メリハリが効いた自己管理を求めた。渡辺はチーム全体の底上げに成功し、2006年10月の第83回箱根駅伝予選会で早稲田大学を予選1位通過に導いた。20kmのコースを走る予選会ではレースの前半を抑える作戦を指示し、12人中10人の選手を50位以内でゴールさせている。
2007年の第83回箱根駅伝では6位となり、早稲田大学は5年ぶりのシード権を獲得した。2005年から指導した竹澤健介は世界陸上競技選手権大会と北京オリンピックに日本代表として出場した。2008年の第84回箱根駅伝では竹澤が故障に苦しむ状況に陥りながらも、早稲田実業高校時代から指導していた駒野亮太が5区で今井正人の区間記録に迫る走りを見せるなどチームが力を発揮した。早稲田大学は1996年以来となる12年ぶりの往路優勝を飾り、シード権を逃していたチームは渡辺の監督就任から4年目にして箱根駅伝の優勝争いに加わった。2009年の第85回箱根駅伝では後半勝負を狙った東洋大学に逆転を許している。
2010年1月の第86回箱根駅伝で7位に終わった後、10月の第22回出雲全日本大学選抜駅伝競走では監督として初めてとなる男子大学三大駅伝の、そして自らの現役時代に果たせなかった出雲路での優勝を飾った。続く11月の第42回全日本大学対校駅伝選手権大会も制した。2011年の第87回箱根駅伝では柏原竜二擁する東洋大学に往路優勝を譲ったものの、逆転して押し切る采配を振って優勝を飾り、男子大学駅伝三冠を達成した。三冠は1990年の大東文化大学、2000年の順天堂大学に続いて10年ぶり3校目の快挙であった。この年は例年と異なり、全日本大学駅伝後の11月から200キロを走らせる距離練習を組んで箱根に備えた。早稲田大学は主力選手を故障で欠いたが1区から先頭を奪い、5区で逆転されながらも食い下がった流れを復路につなげて再逆転するなど、要所に配した4年生を中心に締める活躍を見せて東洋大学の追撃を振り切った。
2015年3月、任期満了をもって競走部駅伝監督を退任、2015年4月からは早稲田大学駅伝監督時代に指導した竹澤健介が所属する住友電工陸上部監督に就任した。

### 人物
渡辺は瀬古利彦の指導を仰いだが、瀬古のライバルである中山竹通のマラソンの走りに憧れて目標としていた。終盤にラストスパートをかけて抜き去る瀬古の走りとは異なった、レース序盤から先頭を突っ走り最後まで力で押し切る走りであった。瀬古の指示であっても自らが違うと考えることには意見を述べ、競技者としての気持ちの強さを備えていた。小出義雄や宗茂によると渡辺は、腰の位置が高くて足が長くバネが効いて大きなストライドで走るタイプであり、高い能力は衆目の一致するところであった。
高校の恩師である渡辺敏昭は渡辺について、技術面の指導は必要がなく全く行なわなかったとしている。全日本大学駅伝で並走した中村祐二が渡辺の走りについて「ズバッ、ズバッって。あんなに地面をける音が響くとは思わなかった」と語るなど、スパート時のキック力の強さが知られており、ヱスビー食品陸上競技部の専属トレーナーは、体重移動の速さとエネルギー効率の良さを指摘した。大学入学後の渡辺のふくらはぎの状態は極めて硬い状態であった。
瀬古利彦は渡辺を世界へと飛躍させた人物である。苦難の時期も力となり、渡辺の教え子の海外遠征を手助けするなど、渡辺が敬慕する恩師にあたる。渡辺の入学と入れ違いに市立船橋高校を去った小出義雄からはその磊落な人柄と指導から影響を受けた。ソウルオリンピック男子10000m日本代表であり競走部コーチ・駅伝監督として指導に当たった遠藤司もまた渡辺に影響を与えた人物である。先輩である武井隆次・櫛部静二・花田勝彦と渡辺は選手から指導者へと互いに立場を変え、選手権大会や大学駅伝に教え子を送り出している。大学時代のライバルであった真也加ステファンは親友であり、2024年1月2日に公開されたサッポロビールの箱根駅伝用オリジナルCM「第100回箱根駅伝 100回。その先へ篇」に、第71回大会の名シーンと合わせて共演している。

## 主な戦績
| 年月日                                            | 大会                                     | 種目           | 順位 | 記録          | 備考              |
| ------------------------------------------------- | ---------------------------------------- | -------------- | ---- | ------------- | ----------------- |
| 1989.9.20                                         | 第44回国民体育大会                       | 5000m          | 2位  |               | 少年B             |
| 1990.8.                                           | 第3回世界ジュニア陸上競技選手権大会      | 5000m          | DNF  |               | 予選2組           |
| 1990.10.23                                        | 第45回国民体育大会                       | 10000m         | 優勝 | 29分42秒68    | 少年A             |
| 1991.2.17                                         | 千葉国際クロスカントリー大会             | 8km            | 3位  | 24分19秒      | ジュニア          |
| 1991.3.24                                         | 第19回世界クロスカントリー選手権         | 8.4km          | 38位 | 26分09秒      | ジュニア          |
| 1991.6.29                                         | 第7回日本ジュニア陸上競技選手権大会      | 5000m          | 優勝 | 14分09秒63    |                   |
| 1991.6.30                                         | 第7回日本ジュニア陸上競技選手権大会      | 10000m         | 3位  | 29分53秒42    |                   |
| 1991.8.2                                          | 第44回全国高等学校総合体育大会           | 1500m          | 優勝 | 3分51秒24     |                   |
| 1991.8.4                                          | 第44回全国高等学校総合体育大会           | 5000m          | 優勝 | 14分18秒08    |                   |
| 1991.10.16                                        | 第46回国民体育大会                       | 10000m         | 優勝 | 29分11秒59    | 少年A, 大会新     |
| 1992.2.16                                         | 千葉国際クロスカントリー大会             | 8km            | 優勝 | 24分15秒      | ジュニア          |
| 1992.3.8                                          | 福岡国際クロスカントリー大会             | 8km            | 優勝 | 23分52秒      | ジュニア          |
| 1992.3.21                                         | 第20回世界クロスカントリー選手権         | 7.8km          | 7位  | 23分58秒      | ジュニア, 日本3位 |
| 1992.4.25                                         | 群馬リレーカーニバル                     | 5000m          | 5位  | 14分05秒28    |                   |
| 1992.5.23                                         | 第71回関東学生陸上競技対校選手権大会     | 10000m         | 2位  |               |                   |
| 1992.6.27                                         | 第8回日本ジュニア陸上競技選手権大会      | 5000m          | 優勝 | 14分06秒16    | 大会新            |
| 1992.9.11                                         | 第61回日本学生陸上競技対校選手権大会     | 5000m          | 2位  | 14分00秒19    |                   |
| 1992.9.18                                         | 第4回世界ジュニア陸上競技選手権大会      | 10000m         | 3位  | 28分52秒89    |                   |
| 1993.5.21                                         | 第72回関東学生陸上競技対校選手権大会     | 10000m         | 優勝 | 28分48秒10    |                   |
| 1993.6.13                                         | 第77回日本陸上競技選手権大会             | 10000m         | 4位  | 28分31秒57    |                   |
| 1993.7.16                                         | 第17回ユニバーシアード                   | 10000m         | 2位  | 28分17秒26    |                   |
| 1993.9.12                                         | 第62回日本学生陸上競技対校選手権大会     | 5000m          | 2位  | 13分51秒66    |                   |
| 1993.10.28                                        | 第48回国民体育大会                       | 5000m          | 優勝 | 13分44秒77    | 成年B, 大会新     |
| 1994.2.20                                         | 第28回青梅マラソン                       | 30.0km         | 優勝 | 1時間31分22秒 |                   |
| 1994.3.13                                         | ポルトガルハーフマラソン                 | ハーフマラソン | 6位  | 1時間02分37秒 |                   |
| 1994.5.20                                         | 第73回関東学生陸上競技対校選手権大会     | 10000m         | 優勝 | 28分18秒16    | 大会新            |
| 1994.5.22                                         | 第73回関東学生陸上競技対校選手権大会     | 5000m          | 優勝 | 13分51秒89    | 大会新            |
| 1994.6.11                                         | 第78回日本陸上競技選手権大会             | 10000m         | 6位  | 28分30秒23    |                   |
| 1994.7.6                                          | アスレティッシマ                         | 10000m         | 4位  | 28分07秒94    |                   |
| 1994.7.15                                         | ロンドングランプリ                       | 5000m          | 11位 | 13分26秒53    |                   |
| 1994.9.9                                          | 第63回日本学生陸上競技対校選手権大会     | 10000m         | 2位  | 28分34秒03    | 大会新            |
| 1994.9.11                                         | 第63回日本学生陸上競技対校選手権大会     | 5000m          | 優勝 | 13分46秒78    |                   |
| 1995.4.23                                         | 第43回兵庫リレーカーニバル               | 10000m         | 優勝 | 28分03秒57    |                   |
| 1995.5.3                                          | 第11回静岡国際陸上競技大会               | 5000m          | 優勝 | 13分34秒05    |                   |
| 1995.5.19                                         | 第74回関東学生陸上競技対校選手権大会     | 10000m         | 優勝 | 28分27秒91    |                   |
| 1995.5.21                                         | 第74回関東学生陸上競技対校選手権大会     | 5000m          | 優勝 | 13分49秒45    | 大会新            |
| 1995.6.10                                         | 第79回日本陸上競技選手権大会             | 10000m         | 3位  | 27分55秒81    |                   |
| 1995.7.9                                          | 第64回日本学生陸上競技対校選手権大会     | 5000m          | 優勝 | 13分57秒55    |                   |
| 1995.7.30                                         | 第8回南部忠平記念陸上競技大会            | 5000m          | 優勝 | 13分41秒37    | 大会新            |
| 1995.8.8                                          | 第5回世界陸上競技選手権大会              | 10000m         | 12位 | 27分53秒82    |                   |
| 1995.9.2                                          | 第18回ユニバーシアード                   | 10000m         | 優勝 | 28分47秒48    |                   |
| 1996.3.3                                          | 第51回びわ湖毎日マラソン                 | マラソン       | 7位  | 2時間12分39秒 |                   |
| 1996.4.21                                         | 第44回兵庫リレーカーニバル               | 10000m         | 優勝 | 27分55秒86    |                   |
| 1996.6.8                                          | 第80回日本陸上競技選手権大会             | 10000m         | 3位  | 27分51秒97    |                   |
| 1996.7.26                                         | アトランタオリンピック                   | 10000m         | DNS  |               | 予選1組           |
| 1997.6.14                                         | 第45回全日本実業団対抗陸上競技選手権大会 | 10000m         | DNF  |               |                   |
| 1998.2.22                                         | 第42回熊日30キロロードレース             | 30.0km         | 優勝 | 1時間29分47秒 |                   |
| 1998.4.26                                         | 第46回兵庫リレーカーニバル               | 10000m         | 4位  | 27分46秒39    |                   |
| 1998.9.6                                          | シドニーマラソン                         | マラソン       | 5位  | 2時間19分18秒 |                   |
| 1998.12.6                                         | 第52回福岡国際マラソン                   | マラソン       | DNF  |               |                   |
| 大会新 - 大会新記録 , DNF - 途中棄権 , DNS - 棄権 |                                          |                |      |               |                   |

### 駅伝成績
| 年月日                                  | 大会                                            | 区間 | 距離     | 順位     | 記録          | 備考             |
| --------------------------------------- | ----------------------------------------------- | ---- | -------- | -------- | ------------- | ---------------- |
| 1989.12.24                              | 第40回全国高等学校駅伝競走大会                  | 3区  | 8.1075km | 区間25位 | 25分25秒      | 船橋9位          |
| 1990.12.23                              | 第41回全国高等学校駅伝競走大会                  | 1区  | 10.0km   | 区間賞   | 29分42秒      | 船橋8位          |
| 1991.12.22                              | 第42回全国高等学校駅伝競走大会                  | 1区  | 10.0km   | 区間賞   | 29分34秒      | 船橋2位          |
| 1992.11.1                               | 第24回全日本大学駅伝対校選手権大会              | 2区  | 13.2km   | 区間2位  | 38分51秒      | 早大優勝         |
| 1993.1.2                                | 第69回東京箱根間往復大学駅伝競走                | 2区  | 23.2km   | 区間2位  | 1時間08分48秒 | 早大優勝         |
| 1993.10.10                              | 第5回出雲くにびき全日本大学招待ロードレース大会 | 2区  | 7.7km    | 区間賞   | 21分57秒      | 早大2位          |
| 1993.11.7                               | 第25回全日本大学駅伝対校選手権大会              | 1区  | 14.6km   | 区間賞   | 43分02秒      | 早大優勝         |
| 1994.1.2                                | 第70回東京箱根間往復大学駅伝競走                | 1区  | 21.4km   | 区間賞   | 1時間01分13秒 | 早大2位, 区間新  |
| 1994.10.1                               | 第6回出雲全日本大学選抜駅伝競走                 | 6区  | 11.3km   | 区間2位  | 33分01秒      | 早大2位          |
| 1994.11.6                               | 第26回全日本大学駅伝対校選手権大会              | 8区  | 19.7km   | 区間賞   | 57分19秒      | 早大優勝, 区間新 |
| 1994.11.23                              | 第6回青木半治杯国際千葉駅伝                     | 5区  | 12.195km | 区間賞   | 35分20秒      | 日本2位          |
| 1995.1.2                                | 第71回東京箱根間往復大学駅伝競走                | 2区  | 23.2km   | 区間賞   | 1時間06分48秒 | 早大2位, 区間新  |
| 1995.10.10                              | 第7回出雲全日本大学選抜駅伝競走                 | 6区  | 11.3km   | 区間2位  | 32分39秒      | 早大2位          |
| 1995.11.5                               | 第27回全日本大学駅伝対校選手権大会              | 8区  | 19.7km   | 区間賞   | 56分59秒      | 早大優勝, 区間新 |
| 1996.1.2                                | 第72回東京箱根間往復大学駅伝競走                | 2区  | 23.2km   | 区間賞   | 1時間06分54秒 | 早大2位          |
| 1997.11.16                              | 第38回東日本実業団対抗駅伝競走大会              | 2区  | 7.7km    |          |               | SB優勝           |
| 1998.1.1                                | 第42回全日本実業団対抗駅伝競走大会              | 7区  | 16.4km   | 区間賞   | 47分15秒      | SB2位, 区間新    |
| 1998.11.15                              | 第39回東日本実業団対抗駅伝競走大会              | 5区  | 10.7km   |          |               | SB優勝           |
| 1999.1.1                                | 第43回全日本実業団対抗駅伝競走大会              | 3区  | 13.7km   | 区間4位  | 38分08秒      | SB2位            |
| 2000.1.1                                | 第44回全日本実業団対抗駅伝競走大会              | 3区  | 13.7km   | 区間3位  | 38分09秒      | SB9位            |
| 区間新 - 区間新記録 , SB - ヱスビー食品 |                                                 |      |          |          |               |                  |

## 記録
| 5000m                | 13分26秒53    | 1994年7月15日 | ロンドン | 日本歴代6位 |
| 10000m               | 27分46秒39    | 1998年4月26日 | 神戸     | 日本歴代6位 |
| マラソン             | 2時間12分39秒 | 1996年3月3日  | 大津     |             |
| 歴代記録は当時の順位 |               |               |          |             |

## 著書
- 『自ら育つ力 早稲田駅伝チーム復活への道』（日本能率協会マネジメントセンター、2008/12、ISBN 978-4-8207-1731-7）
- 『ランニング・スタート・バイブル』（日本文芸社、2011/10、ISBN 978-4-537-20931-0）
- 『駅伝流 早稲田はいかに人材を育て最強の組織となったか?（文春新書)』（文藝春秋、2011/11、ISBN 978-4-16-660833-1）
- 『「総合力」で勝つチーム術 早稲田駅伝チームに学ぶマネジメント』（日本能率協会マネジメントセンター、2011/11、ISBN 978-4-8207-1826-0）
- 『復活から常勝へ 早稲田大学駅伝チームの“自ら育つ力”』（新潮文庫)』（新潮社、2011/11、ISBN 978-4-10-135741-6）
- 『箱根から世界へ』（ベースボール・マガジン社、2014/11、ISBN 978-4-583-10777-6）
- 『箱根のメンタル 箱根駅伝から僕たちが学んだこと』宝島社、2019/11、ISBN 978-4-800-29976-5）

### 関連書籍
- 『監督と大学駅伝』（生島淳(著)、日刊スポーツ出版社、2008/12、第2章で「渡辺康幸監督 箱根のスターは早稲田復活の狼煙をあげられるか？」を掲載、ISBN 978-4-8172-0260-4）
- 『陸上競技マガジン増刊 大学駅伝決算号 2011年3月号』ベースボール・マガジン社、2011年2月。JANコード 4910093060316。
- 『箱根駅伝 (幻冬舎新書) 』（幻冬舎、2011/11、第八章で「早稲田大学 渡辺康幸監督 一問一答」を掲載、ISBN 978-4-344-98236-9）